# Aeroportul Tarama
Aeroportul Tarama (IATA: TRA, ICAO: RORT) este un aeroport din Tarama⁠(d), Miyako District⁠(d), Prefectura Okinawa, Japonia ce deservește zona Tarama⁠(d). Aeroportul a fost tranzitat în 2023 de 44.124 de pasageri. A fost numit după Tarama Island⁠(d).
Situat la o altitudine de 10 m, aeroportul dispune de o singură pistă. Este operat de Prefectura Okinawa.